# Пол Ингланд
Пол Ингланд (на английски: Paul England) е австралийски пилот от Формула 1, роден е на 28 март 1929 г. в Мелбърн, Австралия.

## Кариера във Формула 1
Пол Ингланд дебютира във Формула 1 през 1957 г. в Голямата награда на Германия в световния шампионат записва 1 участие без да спечели точки, състезава се с частен Купър.